# Funaria pilifera
Funaria pilifera là một loài Rêu trong họ Funariaceae. Loài này được (Mitt.) Broth. mô tả khoa học đầu tiên năm 1903.